# Olympisch Stadion (Qinhuangdao)
Het Qinhuangdao Olympisch Stadion is een stadion in de Chinese stad Qinhuangdao. Het stadion was een van de voetbalstadions voor de Olympische Zomerspelen in 2008 in Peking.